# Marika Kilius
Marika Kilius (* 24. März 1943 in Frankfurt am Main) ist eine ehemalige deutsche Eiskunstläuferin, die auch im Rollkunstlauf startete und in beiden Sportarten Weltmeisterin wurde.
In ihrer Kindheit trat Kilius im Paarlauf gemeinsam mit Franz Ningel an, mit dem sie auf dem Eis ab 1955 mehrere Medaillen bei Welt- und Europameisterschaften gewann und 1956 erstmals an Olympischen Winterspielen teilnahm. Ein Jahr später wurde Hans-Jürgen Bäumler ihr sportlicher Partner. Mit ihm errang sie in der Folge bis 1964 sechsmal den Titel des Europameisters und zweimal den des Weltmeisters. Zudem standen Kilius und Bäumler sowohl 1960 als auch 1964 als Silbermedaillengewinner auf dem olympischen Podest. 1964 wechselte das Paar ins Profilager, wo Kilius über mehr als zwei Jahrzehnte bei Eisschauen wie Holiday on Ice auftrat. Die Popularität Kilius’ und Bäumlers, die in der bundesdeutschen Öffentlichkeit als „Traumpaar“ galten, führte dazu, dass beide Mitte der 1960er Jahre erfolgreich Schallplatten aufnahmen und an gemeinsamen Eisrevuefilmen mitwirkten. 
1959 zeichneten die deutschen Sportjournalisten Kilius als Sportlerin des Jahres aus, nachdem sie im Jahr zuvor Einzelweltmeisterin im Rollkunstlauf geworden war. 2011 wurde sie gemeinsam mit Hans-Jürgen Bäumler in die Hall of Fame des deutschen Sports aufgenommen.

## Sportlicher Werdegang

### Anfänge und Medaillen mit Franz Ningel (bis 1957)
Kilius’ sportliche Ausbildung begann in ihrer frühen Kindheit in ihrer Heimatstadt Frankfurt am Main. Auf Veranlassung ihrer Mutter nahm sie im Alter von zweieinhalb Jahren Ballettunterricht, zog dem aber schnell das Rollschuhlaufen vor. Ab Herbst 1946 lief sie regelmäßig auf der Rollschuhbahn der Parkanlage Nizza für den Roll- und Eissportclub Frankfurt, dessen Schaulaufabende zu den größten Attraktionen der im Zweiten Weltkrieg zerstörten Stadt zählten. Mit zusätzlichen Auftritten vor in Frankfurt stationierten US-Soldaten beschaffte Kilius Waren (in erster Linie Nahrungsmittel und Zigaretten) für ihre Eltern. Frühzeitig bescheinigten ihr führende Kunstläufer Deutschlands sportliches Talent.
Ab dem Sommer 1948 ließen ihre Trainer die fünfjährige Kilius gemeinsam mit dem sechseinhalb Jahre älteren Franz Ningel im Paarlauf antreten. Zunächst trainierten Kilius und Ningel weiterhin auf Rollschuhen, liefen aber bald zusätzlich auf dem Eis, was angesichts der größeren Konkurrenz als prestigeträchtiger galt. Da die Stadt Frankfurt über keine entsprechende Eisbahn verfügte, fuhr Kilius’ Vater die beiden regelmäßig zur neu erbauten Eissporthalle im gut 40 km entfernten Bad Nauheim. In ihrer Autobiographie nannte Kilius Ningel einen „liebevolle[n] großen Bruder“, mit dem sie ein perfekt harmonierendes Sportlerpaar gebildet habe. Da sie – so die Aussage Kilius’ – keinen ständigen Trainer hatten, erdachten sich beide ihre Präsentationen zu zweit nach der Schule. Ab 1950 traten Kilius und Ningel bei deutschen Jugendmeisterschaften im Rollkunstlauf an, bei denen sie 1951 zum ersten Mal gewannen. Im folgenden Jahr wurden sie auch im Eiskunstlauf deutsche Meister ihrer Altersklasse. Nach den Erfolgen im Nachwuchsbereich startete das Paar Kilius/Ningel ab 1954 bei deutschen Erwachsenen-Meisterschaften und gewann bei seinem Debüt die Silbermedaille hinter Inge Minor und Hermann Braun. Der deutsche Eislaufverband meldete sie für die Europameisterschaften in Bozen, von denen sie wenige Tage später ausgeladen wurden: Für die Teilnahme an internationalen Meisterschaften galt ein Mindestalter von zwölf Jahren, das die zwei Monate vor ihrem elften Geburtstag stehende Kilius deutlich unterschritt.
Von 1955 bis 1957 errangen Kilius und Ningel dreimal in Folge den nationalen Meistertitel im Paarlauf auf dem Eis. Bei den Europameisterschaften gewannen sie in diesen Jahren jeweils die Bronzemedaille, ebenso bei den Weltmeisterschaften 1956. Ihr bestes Ergebnis bei einem Großereignis erzielten sie mit dem zweiten Rang bei der WM 1957 hinter Barbara Wagner und Robert Paul. In Colorado Springs waren allerdings insgesamt nur fünf Paare am Start: Unter anderem verzichteten die amtierenden Europameister Věra Suchánková und Zdeněk Doležal sowie die EM-Silbermedaillengewinner Marianna und László Nagy auf die Teilnahme, sodass Kilius/Ningel vor der Meisterschaft als Favoriten galten. Ihre Chance auf die Goldmedaille vergaben sie mit einem Sturz. 1956 verpasste das deutsche Paar bei seiner ersten Olympiateilnahme auf Rang vier die Medaillen knapp, wenngleich Kilius’ Biographen die dort präsentierte Kür im Rückblick als „Sternstunde“ und „absolute[n] Höhepunkt“ für Kilius/Ningel bezeichneten und das Urteil der Jury ungerechtfertigt nannten. Zuschauer des olympischen Wettkampfs in Cortina d’Ampezzo bewarfen die Kampfrichter nach der Bekanntgabe der vergleichsweise schlechten Wertung für das Paar mit Orangen, sodass der Wettbewerb mehrmals unterbrochen werden musste.
Während Franz Ningels Wachstum bei einer Körpergröße von 1,58 m beendet war, wuchs die jugendliche Marika Kilius weiter und war mit 13 Jahren größer als ihr 20-jähriger Partner. Kilius, die letztlich eine Körpergröße von etwa 1,70 m erreichte, schrieb später in ihrer Autobiographie, sie habe sich in dieser Zeit in Wettkämpfen bewusst kleiner gemacht, um den Größenunterschied zu überspielen. Dennoch habe es vermehrt negative Rückmeldungen gegeben, dass ihr gemeinsames Auftreten „allmählich wirklich komisch“ aussehe. Sie betonte, dass die Optik – und nicht etwa physische Probleme bei den Hebefiguren – der einzige Grund gewesen sei, warum sie sich nach dem Winter 1957 nach neun Jahren von Ningel als Eislaufpartner getrennt habe. Im Sommer des Jahres liefen die amtierenden deutschen Meister Kilius und Ningel zum letzten Mal gemeinsam im Frankfurter Nizza vor Publikum.

### Erste internationale Titel und Erfolge mit Hans-Jürgen Bäumler (1957 bis 1962)

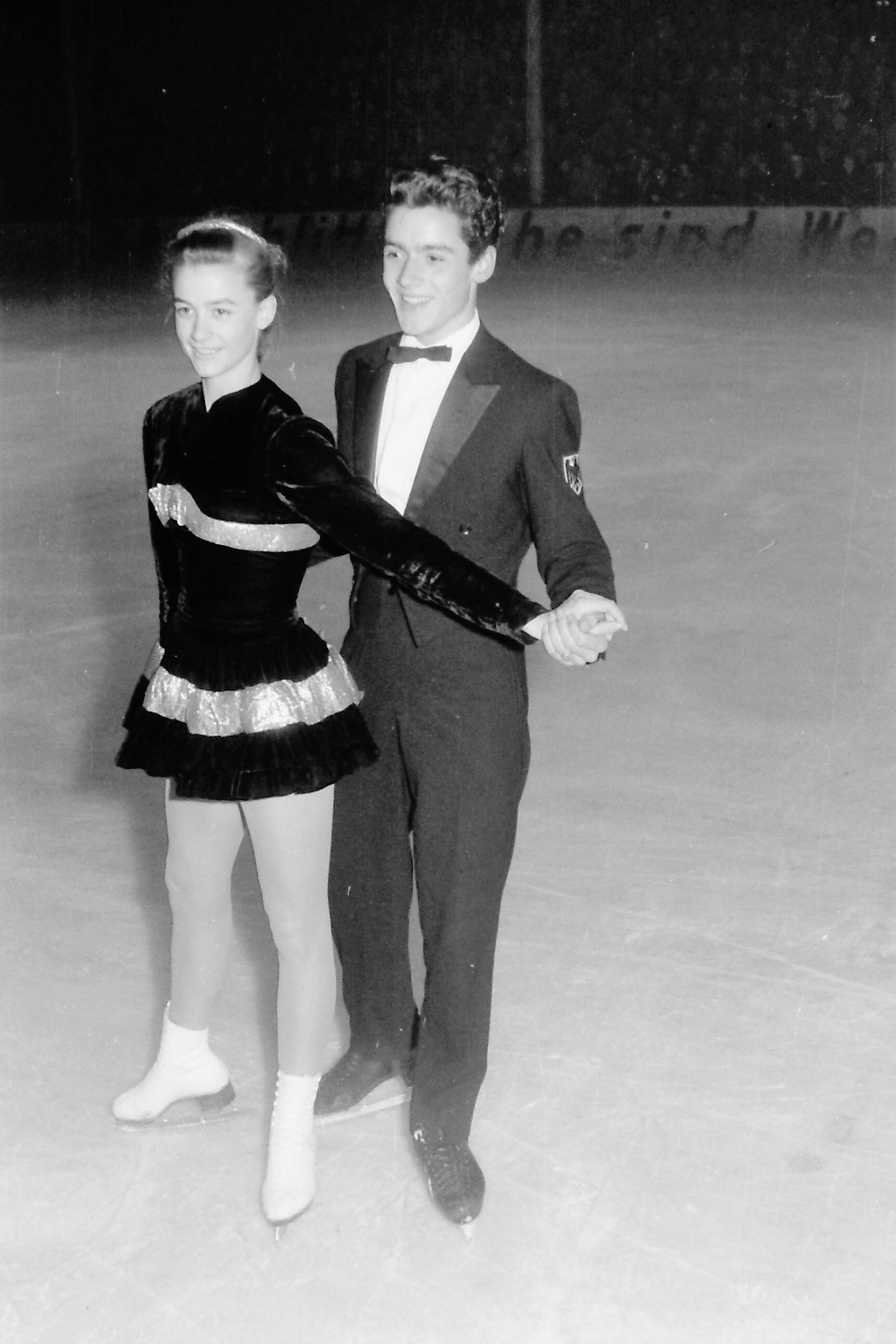
Marika Kilius und Hans-Jürgen Bäumler in ihrer ersten gemeinsamen Saison im Februar 1958 bei einem Auftritt in Krefeld

Ab dem Herbst 1957 trat Kilius im Paarlauf gemeinsam mit dem ein Jahr älteren Hans-Jürgen Bäumler an, der bis dahin ausschließlich als Einzelläufer aktiv gewesen war und mehrere Medaillen bei deutschen Meisterschaften gewonnen hatte. Maßgeblich standen die Mütter von Kilius und Bäumler hinter der Bildung des neuen Paares, das fortan unter Erich Zeller im Winter in Bäumlers Wohnort Garmisch-Partenkirchen, im Sommer auch unter anderem in Oberstdorf trainierte. Nach wenigen Übungswochen gewannen Kilius/Bäumler im Januar 1958 bei ihrem ersten gemeinsamen Wettkampfauftritt die deutsche Meisterschaft. Diesen Titel verteidigten sie 1959, verloren ihn aber im darauffolgenden Jahr an Kilius’ früheren Partner Franz Ningel und dessen neue Partnerin Margret Göbl. Ningel und Göbl blieben bis zu ihrem Wechsel ins Profilager 1962 die Hauptkonkurrenten Kilius/Bäumlers auf nationaler Ebene und schlugen sie dreimal in Folge bei deutschen Meisterschaften, wenngleich sie ohne internationalen Titel blieben. Die sportlichen Auseinandersetzungen beider Paare, die wegen ihrer physischen Unterschiede als „Große“ und „Kleine“ bezeichnet wurden, prägten Anfang der 1960er Jahre den bundesdeutschen Eiskunstlauf.
Während ihrer frühen Jahre an der Seite von Hans-Jürgen Bäumler lief Kilius weiterhin erfolgreich auf Rollschuhen. Mit 15 Jahren wurde sie 1958 Einzel-Weltmeisterin im Rollkunstlauf, woraufhin sie ihre Wettkampfkarriere in dieser Disziplin beendete. In den folgenden Jahren nahm sie in Frankfurt aber weiterhin an ausverkauften Schaulaufen teil, die ihrem Heimatverein Geld durch Ticketverkäufe einbrachten.
Ihre erste internationale Goldmedaille im Paarlauf gewannen Kilius und Bäumler bei den Europameisterschaften 1959 in Davos vor dem sowjetischen Paar Nina und Stanislaw Schuk. Der Sieg war der Auftakt einer bis 1964 reichenden Serie von sechs aufeinanderfolgenden gewonnenen Europameisterschaften. Auf kontinentaler Ebene blieben die Eiskunstläufer aus der Sowjetunion (neben Göbl/Ningel) die größten Herausforderer für Kilius und Bäumler: 1960 schlug das deutsche Paar ein zweites Mal Nina und Stanislaw Schuk, 1962 setzte es sich in einer knappen Entscheidung gegen das Ehepaar Ljudmila Beloussowa und Oleg Protopopow durch. Bei Weltmeisterschaften und Olympischen Spielen spielten die kanadischen und US-amerikanischen Paare eine wesentliche Rolle bei der Medaillenvergabe: Bis zum Ende ihrer Amateurkarriere 1960 errangen die Kanadier Barbara Wagner und Robert Paul vier Weltmeistertitel und wurden in ihrem letzten Jahr im Wettkampfgeschehen Olympiasieger in Squaw Valley. Hinter Wagner und Paul gewannen Kilius und Bäumler 1959 die Silber- und 1960 die Bronzemedaille bei den Weltmeisterschaften sowie ebenfalls Silber beim olympischen Paarlauf in Squaw Valley. Der Olympiasieg Wagner/Pauls galt als unumstritten, Kilius gab später in ihrer Autobiographie an, das kanadische Paar sei „einfach dran“ gewesen.
Nach dem Wechsel von Barbara Wagner und Robert Paul ins Profilager kam Kilius/Bäumler Anfang der 1960er Jahre aufgrund ihrer Vorergebnisse im weltweiten Vergleich eine Favoritenstellung zu. Bei den Weltmeisterschaften 1962 in Prag – die WM 1961 war nach dem Flugzeugunglück der US-Mannschaft abgesagt worden – stürzte das deutsche Paar zu Beginn seiner Kür bei einer eingesprungenen Waagepirouette: Dabei stießen Kilius’ und Bäumlers Schlittschuhe zusammen, beide kamen zu Fall und gaben kurz danach den Wettkampf auf, da ihre Schuhe beim Sturz beschädigt worden waren. Später erklärte Kilius, der Sturz von Prag habe ihre „Popularität explosionsartig in die Höhe schnellen“ lassen und sei in der Rückschau zu einem der definierenden Momente ihrer Karriere geworden.

### Weltmeister und Ende der Amateurkarriere (1963 bis 1964)

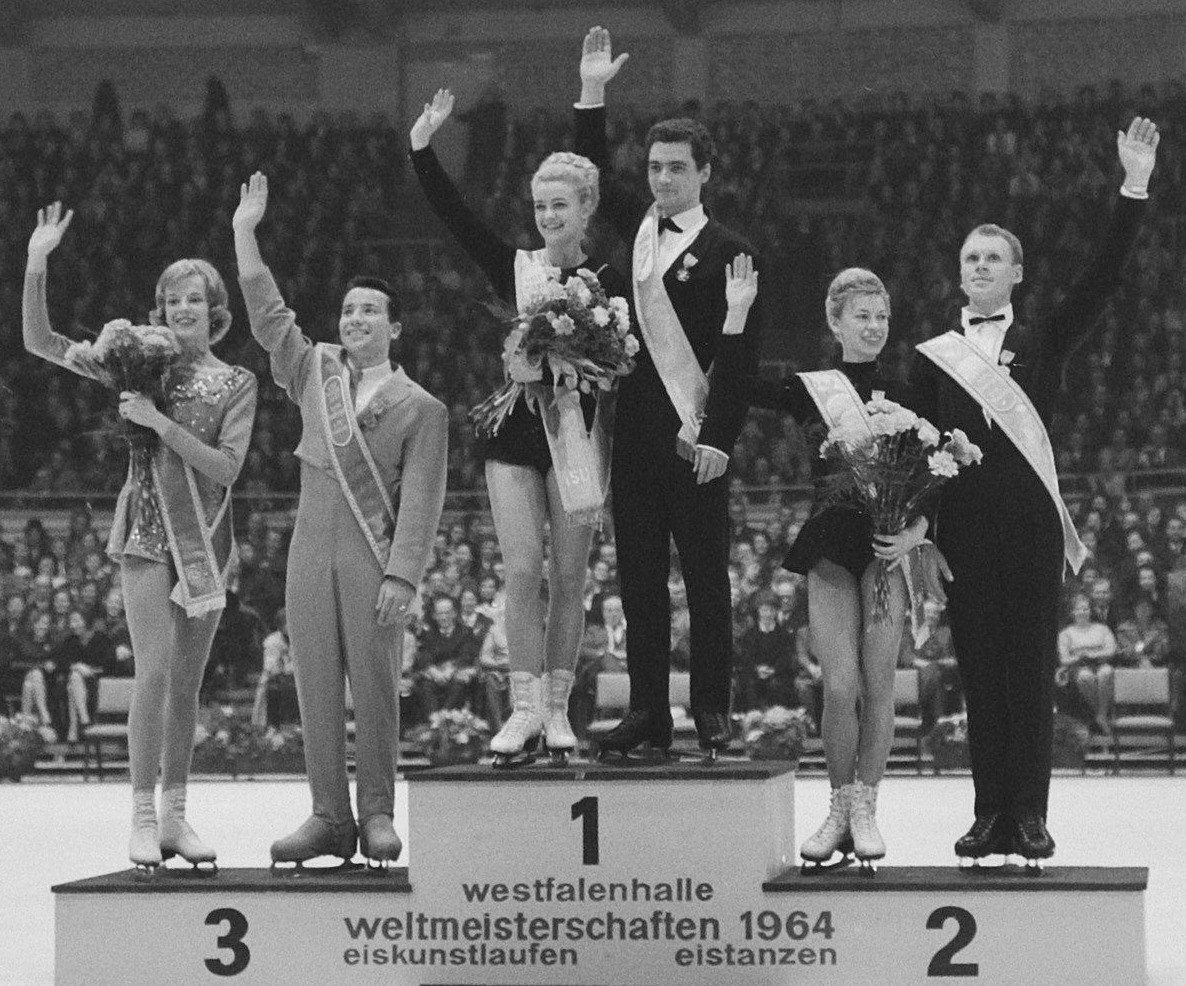
Kilius/Bäumler (Mitte) als Sieger der Weltmeisterschaften 1964 in Dortmund, rechts das Paar Beloussowa/Protopopow

Bei den Weltmeisterschaften 1963 in Cortina d’Ampezzo setzten sich Kilius/Bäumler gegen Ljudmila Beloussowa und Oleg Protopopow durch – das gleiche Ergebnis hatte es kurz zuvor bei den Europameisterschaften in Budapest gegeben. Mit ihrem Titel von Cortina waren Kilius und Bäumler zwölf Jahre nach Ria Barans und Paul Falks erstem WM-Sieg das zweite deutsche Weltmeisterpaar nach dem Zweiten Weltkrieg.
Den Höhepunkt des Abschlussjahres der Amateurkarriere von Kilius und Bäumler bildeten die Olympischen Winterspiele 1964 in Innsbruck, für die das Paar als klarer Favorit galt und sich den Olympiasieg als Ziel gesetzt hatte. Zwei Wochen vor dem olympischen Paarlauf am 29. Januar gewannen Kilius/Bäumler ihren sechsten Europameistertitel und ließen dabei erneut Beloussowa und Protopopow hinter sich. In Innsbruck präsentierten die Deutschen dann mit der frühen – und deswegen als ungünstig eingeschätzten – Startnummer 2 eine Kür, die im Nachhinein als „sportlich hochwertig[…]“, aber zugleich als „etwas verhalten und auf Sicherheit gelaufen“ bezeichnet wurde. Sieben Paare später traten Beloussowa und Protopopow an, die sich mit einer um zwei Punkte besseren Platzziffer vor Kilius/Bäumler die Goldmedaille sicherten. Ihre Darbietung erfuhr Lob sowohl für die Harmonie der Bewegungen und die Einfühlung in die Musik als auch für die tadellos ausgeführten artistischen Elemente. Fünf der neun Kampfrichter setzten das russische Paar auf den ersten Platz, vier die Deutschen. Einen Monat später beendeten die Weltmeisterschaften in Dortmund die Saison. Kilius und Bäumler traten mit einer leicht veränderten Kür an, zu der Kilius später angab, sie habe im mittleren Teil bewusst die olympische Vorstellung von Beloussowa und Protopopow imitiert. Damit verteidigte das Paar den 1963 gewonnenen Titel erfolgreich, wobei die Kampfrichter erneut eine enge 5:4-Entscheidung, dieses Mal zugunsten von Kilius/Bäumler, trafen.
Die verschiedenen internationalen Eisshows hatten Kilius und Bäumler bereits über längere Zeit Angebote unterbreitet, ihre Wettkampfkarriere im Amateursport zu beenden, ins Profilager zu wechseln und damit zukünftig mit ihren Auftritten Geld zu verdienen. Hinzu kamen wegen der großen Popularität des Eislaufpaares in der bundesdeutschen Öffentlichkeit Anfragen für Film- und Schallplattenverträge. Nach den Weltmeisterschaften 1964 traten Kilius/Bäumler nicht mehr bei Wettbewerben an und erfüllten stattdessen Profiverträge. Dass sie einen solchen Vorvertrag für den Dreh zum Film Die große Kür bereits vor den Winterspielen in Innsbruck unterzeichnet hatten, wurde als potentieller Verstoß gegen den Amateurparagraphen des Internationalen Olympischen Komitees (IOK) angesehen und führte zu einem schwelenden Konflikt mit den Funktionären. Am 29. Januar 1966 erklärten Kilius und Bäumler in einer Sendung des Aktuellen Sportstudios ihre Bereitschaft, auf die olympische Medaille zu verzichten. Wenig später wurden die zurückgegebenen Silbermedaillen dem ursprünglich drittplatzierte Paar Debbi Wilkes/Guy Revell verliehen. Nach der Aufhebung des Amateurparagraphen, wenn auch ohne ausdrückliche Zustimmung des IOK, erhielt das deutsche Paar im Dezember 1987 von Willi Daume, dem Präsidenten des Nationalen Olympischen Komitees für Deutschland, eine Neuprägung der olympischen Medaillen. Erst im November 2014 gab das IOK bekannt, sowohl Kilius/Bäumler als auch Wilkes/Revell als Silbermedaillengewinner anzuerkennen.

### Auftritte in Eisrevuen (1964 bis 1987)
Von 1964 bis 1987 trat Kilius – mit teilweise mehrjährigen Unterbrechungen – in verschiedenen kommerziellen Eisshows auf, weiterhin gemeinsam mit Hans-Jürgen Bäumler bis zu dessen Karriereende Anfang der 1980er Jahre. Ihr erstes Engagement hatte das Paar im Winter 1964/65 in der Wiener Eisrevue. Im November 1965 gaben Kilius und Bäumler ihre Premiere bei der insgesamt 120 Mitarbeiter umfassenden Eisschau Holiday on Ice, mit der sie in den folgenden Jahren durch Europa tourten und eine wöchentliche Gage von 20.000 US-Dollar erhielten.  Ende der 1960er und Anfang der 1970er Jahre spielten sie in Vorstellungen des Deutschen Eistheaters mit, wo sie unter anderem Schneewittchen und Im weißen Rössl darboten. Ihr Engagement im Eistheater beendete Kilius für eine Babypause. Ein Jahr nach der Geburt ihres zweiten Kindes kehrte sie an der Seite von Bäumler 1974 zu Holiday on Ice zurück. Wegen eines Schienbeinbruchs (als Folge eines Skiunfalls) mit anschließender Knochenhautentzündung musste Kilius Mitte der 1970er Jahre ihre sportliche Laufbahn erneut unterbrechen und für anderthalb Jahre auf Krücken gehen. Danach lief sie weiter für Holiday on Ice, wo sie nach Bäumlers Rücktritt unter anderem zusammen mit Billy Binkowski auftrat und mit ihm in die Stilrichtung Adagio wechselte, die auf viele klassische Paarlaufelemente verzichtet und stattdessen vor allem aus Hebungen und Schleuderfiguren besteht. Mit Mitte vierzig beendete Kilius ihre Karriere als Eisläuferin.

## Schallplatten- und Filmkarriere
1964 schloss Marika Kilius einen Schallplattenvertrag mit dem deutschen Ableger der US-amerikanischen Plattenfirma Columbia (CBS Records) ab, der im Februar 1964 die Single Wenn die Cowboys träumen / Zwei Indianer aus Winnipeg veröffentlichte. Der Titel Wenn die Cowboys träumen erschien Anfang März in der Hit-Parade der Musikfachzeitschrift Musikmarkt und stieg bis Platz zwei auf. Ebenso erfolgreich war die Duettaufnahme mit Hans-Jürgen Bäumler Honeymoon in St. Tropez, die im Juli 1964 Platz zwei erreichte und sich wie Wenn die Cowboys träumen mehrere hunderttausend Mal verkaufte. Ebenfalls in den Charts platziert waren die Titel Kavalier, Kavalier (18.), Ich bin kein Eskimo (23.) und ein weiteres Duett mit Hans-Jürgen Bäumler (Erst kam ein verliebter Blick, 26.). Bis 1965 nahm Marika Kilius fünf Solo- und drei Duettsingles (mit Bäumler) auf.
Parallel zu ihren ersten Plattenaufnahmen wirkte Marika Kilius in dem Eisrevuefilm von Franz Antel Die große Kür mit. Der Film, in dem sie sich selbst spielte und in dem sie ihre Schallplattentitel Kavalier, Kavalier, Ich bin kein Eskimo und Honeymoon in St. Tropez (mit Bäumler) sang, hatte im Oktober 1964 Premiere und erhielt ein Jahr später die Goldene Leinwand für drei Millionen Besucher. 1967 drehte sie mit Bäumler noch eine Fortsetzung, Das große Glück, und war mit ihm 1971 im Film Einer spinnt immer in einem Cameo-Auftritt zu sehen.

## Persönliches
Marika Kilius ist das einzige Kind der Hutmacherin Magdalene „Leni“ Kilius und des Friseurs Hans Kilius (1907–1982). Leni Kilius benannte ihre Tochter nach der Filmschauspielerin Marika Rökk und war von früher Kindheit an die treibende Kraft hinter ihrer sportlichen Entwicklung. Nach Kilius’ ersten sportlichen Erfolgen gab ihre Mutter das eigene Geschäft auf und kümmerte sich ganz um die Betreuung der Eislaufkarriere ihrer Tochter. Auch Hans Kilius stützte diese Laufbahn, unter anderem als zweiter Vorsitzender des Frankfurter Rollschuhvereins. In ihrer 2013 erschienenen Autobiographie gab Kilius an, als Kind nicht gern trainiert zu haben. Der Beifall der Erwachsenen und die Freude ihrer Eltern sei für sie aber Motivation gewesen, den Sport weiterzuverfolgen. Sie betonte in einem Interview mit der Frankfurter Allgemeinen Zeitung, man müsse talentierte Kinder „ein wenig schieben“. Kilius besuchte die Anna-Schmidt-Schule in Frankfurt am Main. Für das Training mit Hans-Jürgen Bäumler in Garmisch-Partenkirchen und für ihre Wettkampfteilnahmen wurde sie regelmäßig vom Unterricht freigestellt, teilweise bis zu drei Monate pro Jahr. Um sich auf ihre sportliche Laufbahn zu konzentrieren, verließ sie die Schule vor dem Abitur.
Zweimal war Kilius verheiratet, beide Ehen wurden geschieden. Am 15. August 1964 heiratete sie Werner Zahn, den Sohn des Feuerzeug-Unternehmers Hermann Zahn. Mit Zahn – der seine Ehefrau auf ihren Eisrevue-Tourneen begleitete – bekam Kilius eine Tochter (* 1965) und einen Sohn (* 1973). Das Paar trennte sich nach 13-jähriger Ehe. Von 1979 bis 1983 war Kilius mit dem US-Amerikaner Jake Orfield verheiratet, der im Backstage-Management von Holiday on Ice arbeitete. Neben ihrer Eislauf- und Showkarriere war Kilius in verschiedenen Branchen als Unternehmerin tätig. Mit ihrem zweiten Ehemann gründete sie eine Firma, die Acrylmöbel entwarf und in den 1980er Jahren in Deutschland vertrieb. Später führte sie mit einem weiteren langjährigen Lebensgefährten einen Merchandising-Betrieb und war Inhaberin eines Deli-Restaurants in Frankfurt. In den 2000er Jahren entwickelte sie für eine eigene Kosmetiklinie Cremes aus Gold.
In einem Interview mit der Süddeutschen Zeitung gab Kilius 2003 an, ihr Leben Mitte der 1990er Jahre – nach der Trennung von ihrem 17 Jahre jüngeren Freund – umgestellt zu haben: Bis dahin habe sie bis zu 60 Zigaretten am Tag geraucht, Alkohol getrunken und sei eine „Nachteule“ gewesen. Nach einem weitgehenden Rückzug aus der Öffentlichkeit habe sie sich mit spirituellen Themen auseinandergesetzt und sehe sich mittlerweile als „christliche Buddhistin oder buddhistische Christin“. Unter anderem reiste sie Ende 2000 nach Dharamsala, von wo sie Kräuter nach tibetischer Rezeptur importierte. Später nutzte Kilius diese Kräuter für ihre Kosmetiklinie. Im Herbst 2006 war Kilius eines von fünf Jurymitgliedern der Eiskunstlauf-Fernsehshow Dancing on Ice.

## Öffentliches Bild und Würdigung

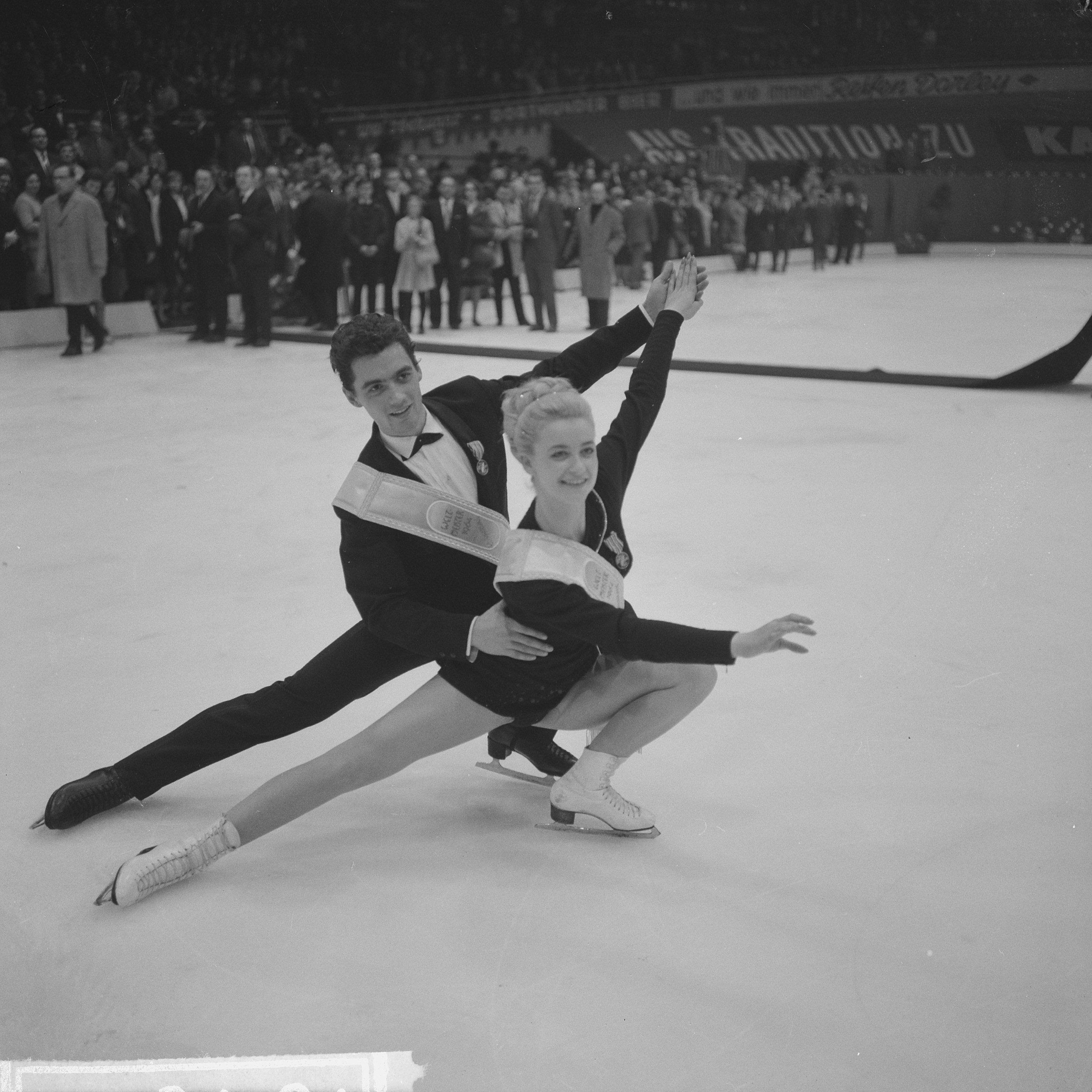
Das Paar Kilius/Bäumler (hier bei den Weltmeisterschaften 1964)

Die Auftritte von Kilius/Bäumler stießen auf große Resonanz in der bundesdeutschen Öffentlichkeit. Die letzte Wettkampfkür bei den Weltmeisterschaften 1964 verfolgten 21 Millionen Fernsehzuschauer, spätere Medienberichte bescheinigten ihnen einen Bekanntheitsgrad von 95 Prozent. Die Bravo druckte das Paar auf ihrer Titelseite ab. Eine wesentliche Rolle bei der Berichterstattung über Kilius und Bäumler spielten die Wochenzeitschriften der Regenbogenpresse, die ihre Geschichte als „Endlosmärchen“ erzählten – vergleichbar zu einem Fortsetzungsroman mit echten Personen. Allein im Jahr 1965 berichtete Das Neue Blatt 38 Mal über die beiden Eiskunstläufer und stellte sie dabei als „Traumpaar“ dar. Dass Kilius nicht Bäumler heiratete, sondern (vor mehr als zehntausend Schaulustigen in Frankfurt) den Fabrikantensohn Werner Zahn, brachte weite Teile ihrer Anhänger auf. In dem Film Die große Kür, in dem Kilius und Bäumler sich selbst spielten, findet das Paar hingegen am Ende zusammen, wozu Kilius in ihrer Autobiographie anmerkte, die Handlung habe den „Fans aus der Seele“ gesprochen. Zugleich beschrieb sie sich und Bäumler als gute Freunde, die aber für eine Ehe zu verschieden gewesen seien. Als „Eisprinzessin im Wirtschaftswunder-Deutschland“ – mit Bäumler als Prinz an der Seite – habe sie für die Zuschauer eine „Märchenfantasie“ erfüllt.
Heinz Maegerlein charakterisierte Kilius zu Zeiten ihrer aktiven Karriere als „das moderne Sportmädchen schlechthin“, das zielstrebig und mit einer „überklaren Wachheit“ den eingeschlagenen Weg verfolge. Für den Spiegel schrieb Martin Morlock 1964 in einer Glosse von einer „deutsche[n] Haßliebe“ zur Sportlerin. Bei aller Bewunderung wurde ihr – Morlock zufolge – Unkollegialität und Karrieresucht sowie Gefühllosigkeit vorgeworfen, wogegen sich die darauf angesprochene Kilius verwahrte. Spätere journalistische Artikel beschrieben sie als aktive, viel Zeit mit ihren Enkeln verbringende Großmutter (Stuttgarter Nachrichten 2010) sowie als „freundlich, nahbar“ (Frankfurter Neue Presse 2019). Kilius selbst erklärte in einem Interview 2003 diesbezüglich, ihre Auszeit Mitte der 1990er Jahre sei „[e]ine Art Reinigungsprozess für Geist und Körper“ gewesen, nach der sie ihren Ehrgeiz verloren habe und sich und andere nicht mehr unter Druck setze.
Kilius/Bäumlers Kunstlaufstil galt im zeitgenössischen Vergleich als sportlich ausgesprochen anspruchsvoll und von artistischen Schwierigkeiten (Hebefiguren und Sprüngen) geprägt. Als eigenes Sprungelement entwickelten sie die einem Radschlag ähnelnde Cartwheel-Figur, bei der die Läuferin vom Partner unterstützt wird. 1959 wählten die deutschen Sportjournalisten Kilius im Jahr ihres ersten Europameistertitels zur Sportlerin des Jahres, 1963 verlieh ihr der Verband Deutscher Sportjournalisten Berlin-Brandenburg das Goldene Band der Sportpresse. Gemeinsam mit Hans-Jürgen Bäumler wurde sie 2011 in die Hall of Fame des deutschen Sports aufgenommen, wo sie nach Katarina Witt die zweite Eiskunstläuferin war. Zu diesem Anlass attestierte ihnen der Sportjournalist Roland Zorn, sie hätten „in ihrem Element Träume und Projektionen auf sich [gezogen], die weit über ihre Wahrnehmung als Spitzensportler hinausgingen“ und seien durch ihre Auftritte in der Bundesrepublik der 1960er Jahre zu einem „Markenbegriff“ im Eiskunstlauf geworden.

## Ergebnisse im Paarlauf

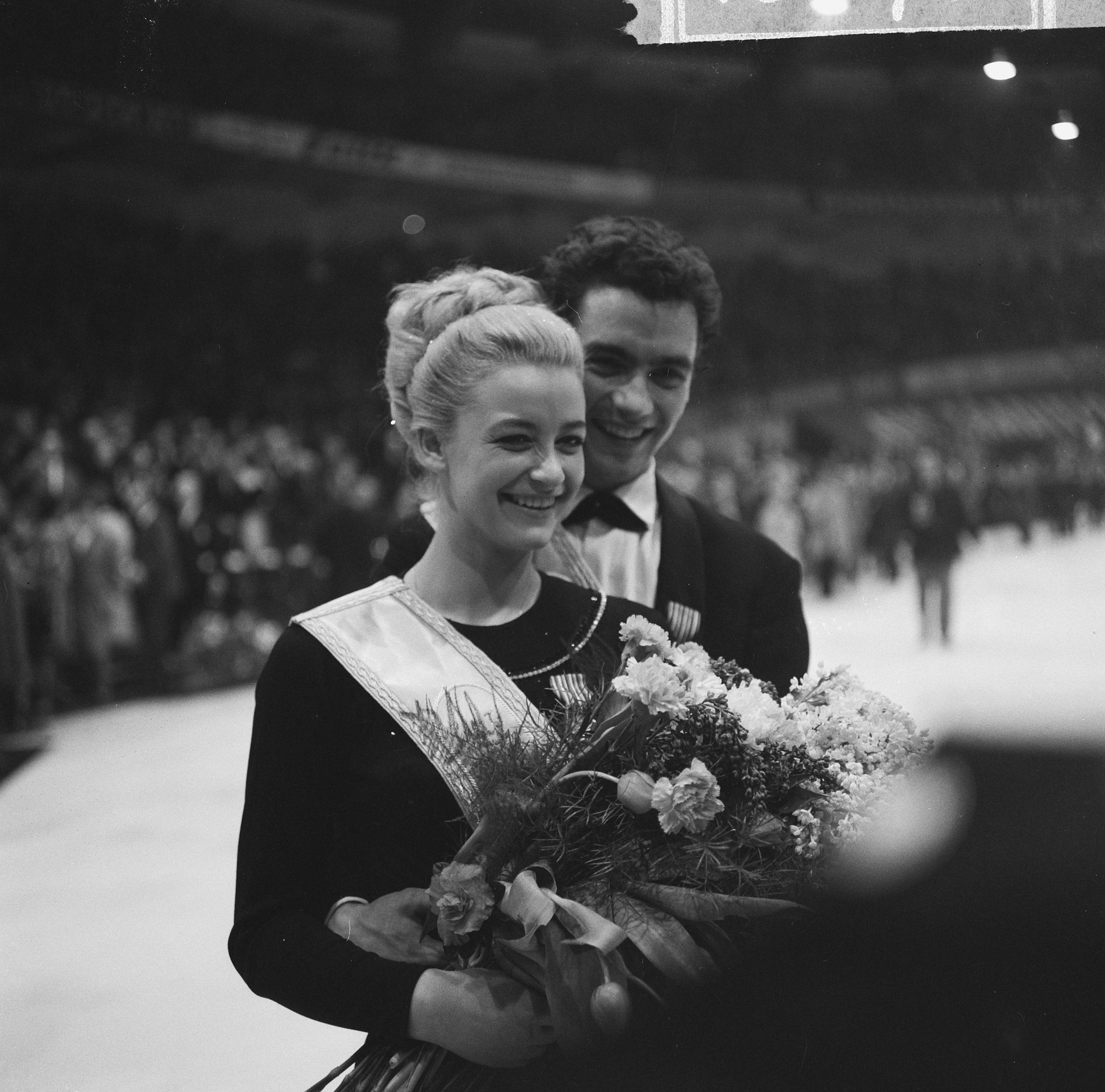
Marika Kilius (mit Hans-Jürgen Bäumler) bei den Eiskunstlauf-Weltmeisterschaften 1964

(mit Franz Ningel)
| Wettbewerb / Jahr        | 1954 | 1955 | 1956 | 1957 |
| ------------------------ | ---- | ---- | ---- | ---- |
| Olympische Winterspiele  |      |      | 4.   |      |
| Weltmeisterschaften      |      | 7.   | 3.   | 2.   |
| Europameisterschaften    |      | 3.   | 3.   | 3.   |
| Deutsche Meisterschaften | 2.   | 1.   | 1.   | 1.   |

(mit Hans-Jürgen Bäumler)
| Wettbewerb / Jahr        | 1958 | 1959 | 1960 | 1961 | 1962 | 1963 | 1964 |
| ------------------------ | ---- | ---- | ---- | ---- | ---- | ---- | ---- |
| Olympische Winterspiele  |      |      | 2.   |      |      |      | 2.   |
| Weltmeisterschaften      | 6.   | 2.   | 3.   |      |      | 1.   | 1.   |
| Europameisterschaften    | 5.   | 1.   | 1.   | 1.   | 1.   | 1.   | 1.   |
| Deutsche Meisterschaften | 1.   | 1.   | 2.   | 2.   | 2.   | 1.   | 1.   |

## Diskografie
Singles:
- 1964: Wenn die Cowboys träumen / Zwei Indianer aus Winnipeg
- 1964: Ich bin kein Eskimo / So ein Mann hat’s gut
- 1964: Honeymoon in St. Tropez / Nur der Mond ist schuld daran (mit Hans-Jürgen Bäumler)
- 1964: Kavalier, Kavalier / Wenn die Rosen blühn in der Prairie
- 1965: Erst kam ein verliebter Blick / Himmelblaue Rosen gibt es nicht (mit Fats & His Cats)
- 1966: Wenn junge Leute bummeln geh’n / Gaucho Musikant (mit Hans-Jürgen Bäumler)
- 1966: Ich geh’ mit dir durch dick und dünn / Wenn du kommst wird alles wieder gut

## Filmografie
- 1964: Die große Kür
- 1967: Das große Glück
- 1967: Jetzt schlägt’s 13 (Fernsehfilm)
- 1971: Peter Alexander präsentiert Spezialitäten (Fernsehserie, eine Folge)
- 2009: Rabentage